# Therese Hallinger

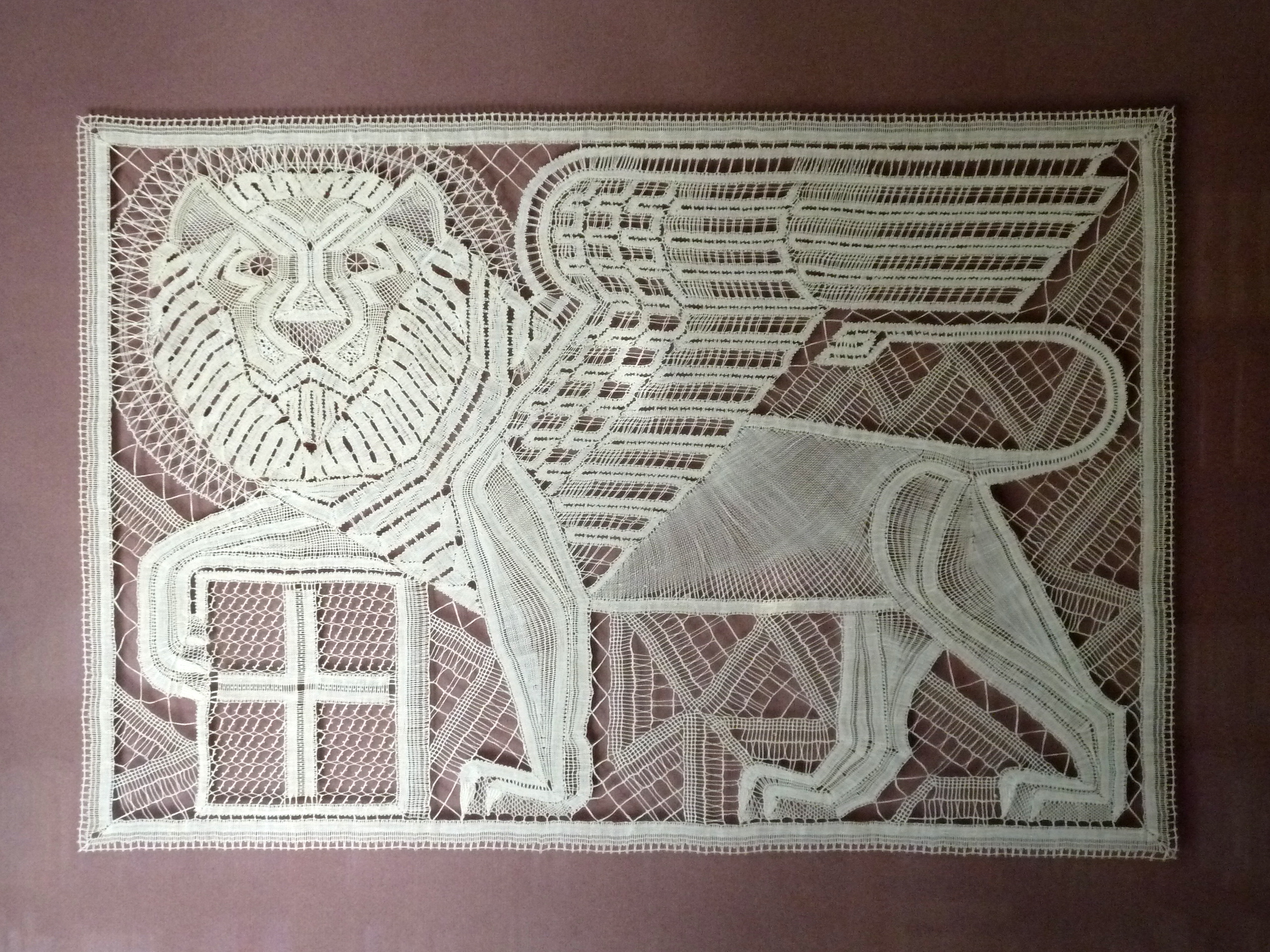
Markuslöwe (1945), Entwurf (Klöppelbrief) und Ausführung (Handklöppelei) von Therese Hallinger. Ausstellung zur 700-Jahr-Feier des Kölner Doms (1948)

Therese Hallinger (* 22. Juni 1909 in Regensburg; † 27. März 2001 in Hamburg) war eine deutsche Kunsthandwerksmeisterin (Stickerei, Weberei und Klöppelei) und Dozentin der Staatlichen Kunstgewerbeschule in Hamburg, der heutigen Hochschule für bildende Künste Hamburg.

## Leben
Aufgewachsen in Hamburg-Uhlenhorst nahm sie schon während ihrer Schulzeit am katholischen Lyceum am Holstendamm an Kursen zur „Weiterbildung für Lehrer und Lehrerinnen“ teil, die von der nahen Kunstgewerbeschule am Lerchenfeld in Techniken textiler Arbeiten angeboten wurden. Nach ihrem Schulabschluss und bestandener Aufnahmeprüfung folgte der Besuch der Kunstgewerbeschule (1926–1929). Als Schülerin in der Stickerei-Klasse von Maria Brinckmann, einer Tochter von Justus Brinckmann, volontierte Hallinger während der Semesterferien zusätzlich bei mehreren Stickereifirmen. Gleichzeitig absolvierte sie eine Handwerkslehre mit Gesellenprüfung (1930), an die sich vier Semester in der Zeichen-Klasse bei Professor Paul Helms anschlossen. Nach einem praktischen Volontariat beim Textilunternehmen Oberdorf & Straub in Stuttgart erfolgte ihre dortige Festanstellung, die sie bis zu ihrer erfolgreichen Meisterprüfung (1935) behielt. Nach Jahren der Selbständigkeit mit vornehmlich kirchlichen Aufträgen übernahm Hallinger 1940 die Leitung der Stickereiklasse an der Landeskunstschule im Lerchenfeld in Hamburg, der nach 1945 auch die Meisterschule für Mode mit Zuständigkeit für die Lehrerausbildung im Fach „Textiles Werken“ zugeordnet war. In dieser Funktion arbeitete Therese Hallinger als erfolgreiche und verehrte Lehrerin bis zu ihrem altersbedingten Ausscheiden 1969.
Die heute kaum mehr verständliche Bedeutung des „Stickens“ zu Beginn des 20. Jahrhunderts besteht unter anderem in der sozio-kulturellen Funktion, welche diese von Maria Brinckmann und Paul Helms zu einem weiblichen Ausbildungsberuf gemachten Fertigkeiten des textilen Werkens entwickelten. Dieser Beruf eröffnete den Frauen durch eine fundierte künstlerische und handwerkliche Ausbildung seit Beginn der 1920er Jahre den Zugang zum damals noch weitgehend männlich dominierten und kameralistisch organisierten Handwerksgewerbe in Deutschland. Die gezielte Professionalisierung entfaltete seit der ökonomischen Weltwirtschaftskrise und des repressiven Lehrerinnenzölibats beträchtliche emanzipative Wirkung, die auch Therese Hallinger nach Kräften unterstützte.